# Стефан Карон
Стефан Карон (фр. Stéphan Caron, 1 липня 1966) — французький плавець.
Призер Олімпійських Ігор 1988, 1992 років, учасник 1984 року.
Призер Чемпіонату світу з водних видів спорту 1986 року.
Чемпіон Європи з водних видів спорту 1985 року, призер 1987, 1989 років.
Переможець літньої Універсіади 1991 року, призер 1985 року.